# 世界の大思想
『世界の大思想』（せかいのだいしそう）は、河出書房新社が1966年から1969年にかけて刊行した思想叢書である。1970年代に新装版が刊行され、2004年-2005年からはワイド版が刊行されている。

## 構成

### オリジナル版
1. プラトン
2. アリストテレス
3. アウグスティヌス/ルター
4. モンテーニュ1
5. モンテーニュ2
6. フランシス・ベーコン
7. デカルト
8. パスカル
9. スピノザ
10. カント1
11. カント2
12. ヘーゲル
13. トーマス・ホッブズ
14. アダム・スミス1
15. アダム・スミス2
16. モンテスキュー
17. ルソー
18. マルクス1
19. マルクス2
20. マルクス3
21. マルクス4
22. レーニン
23. ウェーバー
24. キルケゴール
25. ニーチェ
26. ラッセル
27. デューイ
28. マルティン・ハイデッガー
29. サルトル

第2期
1. 孔子/孟子/老子/荘子
2. 仏典
3. ヘーゲル
4. マルクス
5. エンゲルス
6. ミル
7. ウェーバー
8. キルケゴール
9. ニーチェ
10. ジークムント・フロイト
11. ベルグソン
12. ヤスパース
13. カール・バルト
14. マルロー/サルトル
15. トインビー
16. 毛沢東

### 新装版
1. ヘーゲル
2. ルソー
3. ウェーバー
4. ニーチェ
5. モンテーニュ1
6. モンテーニュ2
7. スミス1
8. スミス2
9. ホッブズ
10. レーニン
11. マルクス1
12. マルクス2
13. マルクス3
14. マルクス4
15. カント1
16. カント2
17. キルケゴール
18. サルトル
19. プラトン
20. アリストテレス
21. デカルト
22. パスカル
23. モンテスキュー
24. マルティン・ハイデッガー

### ワイド版
第1期
1. プラトン
2. アリストテレス
3. デカルト
4. スピノザ
5. カント1
6. カント2
7. ヘーゲル
8. マルクス1
9. マルクス2
10. マルクス3
11. マルクス4
12. キルケゴール
13. ニーチェ
14. フロイト

第2期
1. アウグスティヌス/ルター
2. モンテーニュ1
3. モンテーニュ2
4. フランシス・ベーコン
5. パスカル
6. ホッブズ
7. アダム・スミス1
8. アダム・スミス2
9. モンテスキュー
10. ルソー
11. レーニン
12. ウェーバー
13. ラッセル
14. サルトル

第3期
1. 孔子/孟子/老子/荘子
2. 仏典
3. ヘーゲル
4. マルクス
5. エンゲルス
6. ミル
7. ウェーバー
8. キルケゴール
9. ニーチェ
10. ベルグソン
11. ヤスパース
12. マルロー/サルトル
13. トインビー
14. 毛沢東